# Callum Brittain
Callum Brittain, né le 12 mars 1998 à Bedford, est un footballeur britannique qui évolue au poste d'arrière au Middlesbrough FC.

## Carrière en club

### Milton Keynes Dons
Brittain a rejoint l'académie des Milton Keynes Dons en 2006 à l'âge de 8 ans. Le 27 avril 2016, Brittain a signé un contrat professionnel avec le club pour la saison 2016–17.
Le 2 mai 2016, Brittain a rejoint le club islandais de Úrvalsdeild karla, Þróttur Reykjavík, pour un prêt à court terme jusqu'au 18 juillet 2016. En tout, Brittain a joué 8 fois pour le club et a été nommé man of the match dans plusieurs performances. Le 28 janvier 2017, Brittain a fait ses débuts en première division pour MK Dons, entrant en jeu en fin de match lors d'une victoire 0-4 à l'extérieur contre leurs rivaux Peterborough United. Le 14 juin 2017, le contrat de Brittain a été prolongé jusqu'à l'été 2018.
Le 2 septembre 2017, Brittain a marqué son premier but en championnat pour le club lors d'un match nul 1-1 contre Oxford United, étant entré en jeu comme remplaçant à la 35ème minute pour Ethan Ebanks-Landell. Après son premier but pour le club et une convocation internationale, Brittain a été nommé EFL Young Player of the Month pour septembre 2017. En janvier 2018, Brittain a signé un nouveau contrat le gardant au club jusqu'en juin 2020.
Ayant été libéré à l'expiration de son contrat en raison de la situation économique le 30 juin 2020, il a resigné pour deux ans avec Milton Keynes Dons le 25 août 2020.

### Barnsley
Le 10 octobre 2020, Brittain a rejoint le club du Championnat Barnsley pour un montant non divulgué, signant un contrat de trois ans. Lors de sa première saison à Oakwell, Brittain a commencé 40 matchs de championnat pour Barnsley. Le club a atteint les play-offs du Championnat après avoir terminé à la cinquième place lors de la saison 2020-2021. Ils ont été éliminés par Swansea City en demi-finale des play-offs. Barnsley a été relégué du Championnat lors de la saison 2021-2022.

### Blackburn Rovers
Le 21 juillet 2022, Brittain a rejoint les Blackburn Rovers pour un montant non divulgué dans le cadre d'un contrat de quatre ans.

## Carrière internationale
Le 28 septembre 2017, à la suite d'un début de saison impressionnant, Brittain a été appelé dans l'équipe d'Angleterre U20, et a par la suite fourni trois passes décisives dans les matchs contre l'Italie et la République tchèque. Le 15 mars 2018, Brittain a de nouveau été appelé dans l'équipe pour des matchs contre la Pologne et le Portugal.